# Dicranopalpus gasteinensis
Dicranopalpus gasteinensis is een hooiwagen uit de familie echte hooiwagens (Phalangiidae).